# O RLY?

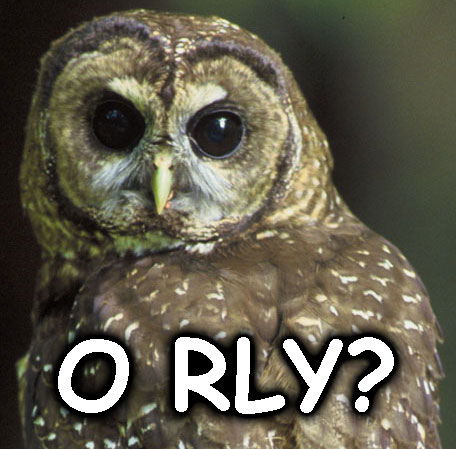
Przykładowa grafika „O RLY?”

O RLY? – skrócony zapis angielskiego sformułowania Oh, really? (pol. „serio?”, „doprawdy?”) – popularne wyrażenie internetowe, zwykle przedstawiane w formie miniatury prezentującej sowę śnieżną. Zwrot ten ma charakter sarkastyczny. 

## Historia
Zwrot „O rly?” został pierwszy raz użyty na forum Something Awful Forums, najpóźniej w sierpniu 2003 roku. Oryginalny obrazek sowy „O RLY?” jest zrobiony na bazie zdjęcia fotografa Johna White'a, który zamieścił to zdjęcie w grupie dyskusyjnej alt.binaries.pictures.animals w 2001 roku.
Połączenie obrazka sowy ze zwrotem „O rly?” zostało dokonane przez użytkownika forum obrazkowego 4chan.org, skąd był on następnie wklejany lub linkowany do innych stron WWW, co spowodowało napływ nowych obrazków o podobnej tematyce, niekoniecznie z sowami w roli głównej.

## Użycie poza internetem
W grze Mega Man Battle Network 6 na konsolę Game Boy Advance gracz może otrzymać taką odpowiedź, jeżeli próbuje podszkolić się w humorystycznym szkoleniu w Cyber Academy.
Na konsoli Xbox 360 w grze Blitz: The League, jeden z ukrytych bonusów jest nazwany „O RLY?”. Zdobywa się go, przegrywając tryb kampanii więcej niż 24 punktami. Obrazkiem tego osiągnięcia jest oczywiście sowa śnieżna.
W grze MMORPG World of Warcraft znajduje się NPC nazwany „O'Reely” (w Booty Bay), „Yarly” (w Undercity) oraz biała sowa nazwana „O'Reilly” (w Tanaris). Ostatnio w Caverns of Time znajduje się także NPC nazwany „Yarley”.
W jednym z australijskich show The Ronnie Johns Half Hour pokazano raz skecz nazwany Ham1337 w którym Hamletowskie „być albo nie być” było przetłumaczone w napisach na „O RLY?”, „YA RLY”, „NO WAI!”.

## Wirus komputerowy
10 maja 2006 roku producent oprogramowania zabezpieczającego Sophos odkrył wirusa komputerowego znanego jako „W32/Hoots-A”, który podczas zarażenia wysyłał obrazki sowy śnieżnej do zadań do wykonania drukarki.